# Death SS
Death SS es una banda italiana de heavy metal originaria de Pésaro, Italia. Fue fundada en 1977 por los músicos Stefano Silvestri (Steve Sylvester) y Paolo Catena (Paul Chain). Aunque definen su estilo como "Horror music", son considerados pioneros del género doom metal al incorporar ambientes musicales densos y oscuros sumado a puestas en escena muy teatrales con temáticas satanistas, siendo además uno de los primeros grupos de metal en usar corpse paint, influenciando a partir de entonces a decenas de bandas de distintas corrientes en adelante como el black metal.
La banda se caracteriza por sus líricas ocultistas y sus performances rituales en el escenario. Contrario a lo que algunos creen, el nombre de la banda no hace referencia a las Schutzstaffel de la Alemania nazi, sino a las iniciales del nombre artístico de su vocalista y líder, Steve Sylvester, significando en realidad "in Death of Steve Sylvester".

## Historia
En 1977 los músicos Steve Sylvester y Paul Chain se reunieron para formar una banda juntos, tomando como referencia el estilo oscuro de Black Sabbath más el estilo teatral de Kiss, pronto desarrollaron su propio estilo musical al combinar las características principales de ambos mundos, para ello reclutaron al bajista Daniele Ugolini y al baterista Tomaso Castaldi.
Configurada su primera alineación, cada integrante tomó nombres artísticos y sobrenombres en inglés, siendo Steve Sylvester, The Vampire (vocalista), Paul Chain, The Death (guitarrista), Danny Hughes, The Mummy (bajista) y Tommy Chaste, The Werewolf (baterista).
Para esa época Paul Chain y Steve Sylvester empezarían a componer su propio material que más tarde sería publicado con el álbum recopilatorio The Story of Death SS 1977-1984.
Durante 1977 a 1982 hubo varios cambios de formación, sin embargo el público no lo notó debido a que las identidades tales como Danny Hughes, The Mummy y Tommy Chaste, The Werewolf eran heredados a cada reemplazo en una especie de pacto que tenían sus integrantes con la banda misma, tal y como revelaría Steve Sylvester en una entrevista en 2005.
Steve Sylvester se retiraría de la banda temporalmente en 1982, para ello Paul Chain reclutó a Sanctis Ghoram como su reemplazo en el puesto de vocalista, con él la banda lanzó el EP Evil Metal. Paul Chain sintió que la banda ya no era lo mismo sin Steve Sylvester, por lo que decidió retirarse de la banda en 1984 y concentrarse en su propio proyecto musical Paul Chain Violet Theatre, que más tarde pasaría a llamrse simplemente Paul Chain a partir de 1987, por lo que para ese momento la banda se disuelve.
Steve Sylvester decide revivir nuevamente a la banda en 1987, para ello se traslada a Florencia y decide tomar los derechos del nombre, reuniendo una nueva alineación y volviendo a grabar su material original en sus primeros dos álbumes de estudio, ...In Death Of Steve Sylvester de 1988 y Black Mass de 1989, junto a algunas canciones nuevas.
Después de lanzar su álbum Heavy Demons en 1991 con composiciones completamente nuevas, la banda brevemente cambió su nombre a Sylvester’s Death en 1992, especialmente debido a la controversia que causaban las letras SS juntas, confundiéndose frecuentemente con las Schutzstaffel de la Alemania nazi. La banda eventualmente volvió a su nombre original y para 1997 comenzaron a implementar las características del metal industrial en su música, siendo especialmente notorio en los subsecuentes álbumes Panic (2000), Humanomalies (2002) y The 7th Seal (2006).
La banda tocó sus supuestos shows de despedida en el evento Headbangers Open Air en julio 24 al 27 de 2008, Steve Sylvester puso a la banda en receso hasta 2012, regresando una vez más a los escenarios y lanzando un nuevo álbum de estudio al año siguiente llamado Resurrection, en el cual vuelve a sus raíces doom/speed metal, recibiendo críticas positivas y actuando además en el Sweden Rock Festival de 2014 junto a grupos como Black Sabbath, Alice Cooper y Uriah Heep.

## Estilo musical
Death SS es una banda que se distingue por ser bastante prolífica musicalmente, son considerados pioneros especialmente del doom metal y el black metal, si bien no son una banda que practique formalmente el último estilo, se les considera como una importante inspiración al desarrollo tanto lírico como estético del género, al incorporar sobre el escenario elementos alusivos al satanismo y al horror adicional a la estética de sus músicos, llevando el característico corpse paint que más adelante adoptó el género musical.
También son conocidos por su inusual combinación de doom / speed metal, alternando ambientes pesados, lentos y oscuros a riffs y solos más veloces y dinámicos conforme avanzan sus canciones. Para finales del siglo XX y principios del XXI la banda adoptó también elementos propios del metal industrial, siendo especialmente dominante durante sus tres últimos discos anteriores al álbum Resurrection, en el cual, si bien volvió a dominar su estilo original, aún conserva algunos rastros de su paso por la música industrial.

## Miembros
Miembros actuales
- Steve Sylvester(Stefano Silvestri) – voz principal (1977–1982, 1988–2008, 2012–presente)
- Bozo Wolff – batería (2012–presente)
- Glenn Strange – bajo, coros (2005–2008, 2012–presente)
- Al De Noble – guitarra, coros (2007–2008, 2012–presente)
- Freddy Delirio – Teclados, sintetizadores, coros (1994–1996, 2005–2008, 2012–presente)

Miembros anteriores
|  | - Paul Chain(Paolo Catena) – guitarra, coros, órgano (1977–1984) - Claud Galley – guitarra rítmica (1980–1981), bajo (1981–1984) - Danny Hughes (Daniele Ugolini) – bajo (1977–1978) - Danny Hughes (Gabriele Tommasini) – bajo (1978–1981) - Tommy Chaste (Tommaso Castaldi) – batería (1977–1979) - Thomas Chaste (Franco Caforio) – batería (1979–1980) - Thomas "Hand" Chaste (Andrea Vianelli) – batería (1981–1984) - Sanctis Ghoram – voz principal (1982–1984) - Kurt Templar – guitarra, backing vocals (1987–1991) - Boris Hunter – batería (1987–1991) - Christian Wise – guitarra, coros (1987–1989) - Erik Landley – bajo (1987–1989) - Kevin Reynolds – guitarra, coros (1989–1991) - Alberto Simonini – guitarra, coros (1989) - Marc Habey – bajo, coros (1989–1990) - Jason Minelli – guitarra, coros (1991–1994) - Maurizio Figliolia – guitarra, coros (1991) | - Ross Lukather – batería (1991–1997, 2005) - Marcel Skirr – Teclados, sintetizadores, coros (1992–1993) - Al Priest – guitarra, coros (1991–1994) - Andy Barrington – bajo, coros (1990–1993) - Judas Kenton – bajo, coros (1994–1996) - Vincent Phibes – guitarra, coros (1994–1997) - Emil Bandera – guitarra, coros (1996–2006) - Oleg Smirnoff – Teclados, sintetizadores, coros (1997–2005) - Felix Moon – guitarra, coros (1994–1998) - Simon Garth (Nardo Lunardi) – guitarra, coros (1998) - Simon Garth (Ilario Danti) – guitarra, coros (1998) - Andrei Karloff – bajo, coros (1997–1999) - Kaiser Sose – bajo, coros (1999–2002) - Bob Daemon – bajo, coros (2002–2005) - Anton Chaney – batería (1997–2005) - Dave Simeone – batería (2006–2008) - Francis Thorn – guitarra, coros (2007–2008) |